# Pomorsko
Pomorsko (deutsch Pommerzig) ist ein Ort in  der Stadt- und Landgemeinde Sulechów (Züllichau) im Powiat Zielonogórski der Woiwodschaft Lebus in Polen.

## Geographie
Pomorsko liegt in der Neumark, etwa zehn Kilometer westlich von Sulechów (Züllichau), zwölf Kilometer nördlich von Zielona Góra (Grünberg) und 28 Kilometer östlich von Krosno Odrzańskie (Crossen) am rechten Ufer der Oder; vor 1945 gehörte auch Land am gegenüberliegenden Ufer mit dem Vorwerk Valeskahof zur Gemarkung der Ortschaft. Zum anderen Oderufer besteht bis heute (2021) eine Fährverbindung.

## Geschichte

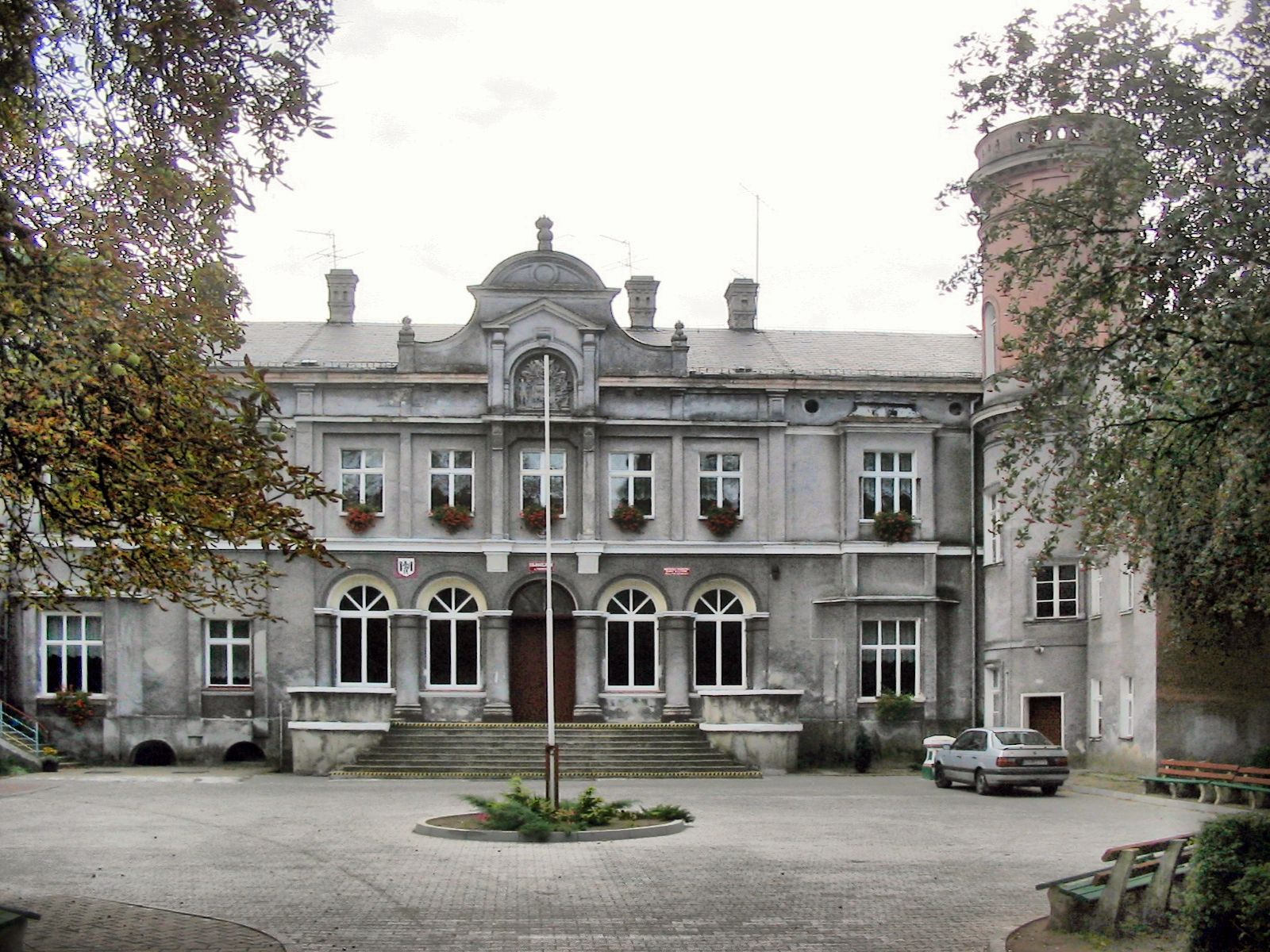
Pommerziger Schloss (Aufnahme 2006)

Im 15. Jahrhundert gründeten Mitglieder der Familie Kalckreuth im Herzogtum Crossen die Familienzweige Klemzig, Pommerzig und Goltzen. Besitzer von Pommertzigk war 1565 Leßlaw oder Ladislaus von Kalckreuter, auf den 1566 die Gebrüder Bastian und Hans von Kalckreuter folgten. 1577 wird noch Hans, sechs Jahre später, 1583, jedoch Christoff Kalckreutt als Herr von Pommerzigk aufgeführt. 1644 wurden neue Mitglieder der Familie Kalckreuth mit Pommerzigk belehnt. Von der Linie Pommerzig ging Heinrich von Kalkreuth nach Polen und führte mit seinem Vetter Adam von Kalkreuth dem Johann Sobiesky Reitertruppen zu, die die Leibgarde des Königs bildeten. Für ihre militärischen Verdienste wurden beide vom König mit dem polnischen Indigenat belohnt. Pommerzig blieb bis etwa 1726 im Besitz der Kalckreuthschen Familie.
Um diese Zeit wurde das Rittergut Pommerzig für 60.000 Taler an Gottfried Wilhelm Freiherr von Schmettau (* 1682; † 1728), königlich dänischer Oberst-Lieutenant, Besitzer von Blumberg, Kunersdorf und Sorge, verkauft. Dieser bildete daraus ein Majorat, was mit der Auflage verbunden war, dass das Gut fortan vom Vater auf den ältesten Sohn vererbt werden sollte. Majoratsbesitzer nach seinem 1728 erfolgten Ableben waren nacheinander: 1) Gottfried Heinrich von Schmettau (* 1710; † 1762), 2) Gottfried Heinrich Leopold von Schmettau (* 1732; † 1812 nach fast zehnjähriger Erblindung), 3) August Bogislav Leopold Gottfried von Schmettau (* 1767; † 1816), der nur Töchter hinterließ, 4) Bernhard Philipp Gottfried Reichsgraf von Schmettow (* 1787; † 1872), königlich preußischer Oberst-Lieutenant der Kavallerie, der ältester Sohn des Reichsgrafen Bernhard Alexander Gottfried von Schmettow (* 1748; † 1816), königlich preußischen Generalmajors der Kavallerie, war und die Koalitionskriege von 1806 und 1807 sowie die Befreiungskriege von 1813–1815 mitgemacht und an 26 Schlachten und Gefechten beteiligt gewesen war, bevor er am 4. März 1816 den Abschied nahm, 5) Bernhard Reichsgraf von Schmettow (* 2. März 1818; † 1889), des Letzteren ältester Sohn, seit 1843 mit Maria geb. von Raumer verheiratet.
Die um 1770 östlich des Dorfs auf der Gemarkung des Guts der Familie Schmettow in Betrieb gewesene Krebsmühle, eine vom Mühlenflüsschen angetriebene Wassermühle zum Mahlen von Korn, ist durch einen spektakulären Eingriff Friedrichs des Großen in ein Justizverfahren des Zivilrechts, der als ‚Müller-Arnold-Fall‘ Aufsehen erregte, in die Regenten- und Rechtsgeschichte eingegangen. Ursache des Rechtsstreits war die Einrede des Müllers Arnold, der mit der Zahlung von Pachtzins an Schmettow in Verzug geraten war, gewesen, der Gutsbesitzer Gersdorf habe auf seinem am Oberlauf des Mühlenflüsschens gelegenen Gut Kay einen Karpfenteich angelegt und einen Zuführungsgraben gezogen, was die Funktionstüchtigkeit der Wassermühle nachhaltig beeinträchtige.
Im Jahr 1835 ließ der damalige Majoratsbesitzer auf dem linken Ufer der Oder das Vorwerk Valeskahof erbauen, das er nach seiner Gemahlin, Valesca geb. von Wulffen (* 1798), benannte. Da die Grundstücke des Gutsbetriebs auf beiden Seiten der Oder lagen, hatte die Gutsherrschaft über weite Strecken des Stroms für Hochwasserschutz inklusive Instandhaltung und Wartung der Dämme selbst Sorge zu tragen. Platzten die eigenen Dämme oder die Deiche unterhalb von Glogau, dann wurden alle Grundstücke links der Oder mit 1580 Morgen mehrere Fuß hoch überschwemmt, was ihre Bewirtschaftbarkeit in der nächsten landwirtschaftlichen Saison gefährdete. Ein großer Teil der Wiesen der rechten Oderseite waren wegen fehlender Deiche der Überschwemmung und Versandung ausgesetzt, was auch für die Feldmark der Landgemeinde mit einem Umfang von 3824 Morgen galt. Das Rittergut hatte durch die Überschwemmung von 1854 einen Schaden in Höhe von 17.000 Talern, die Landgemeinde einen Schaden von 4000 Talern.

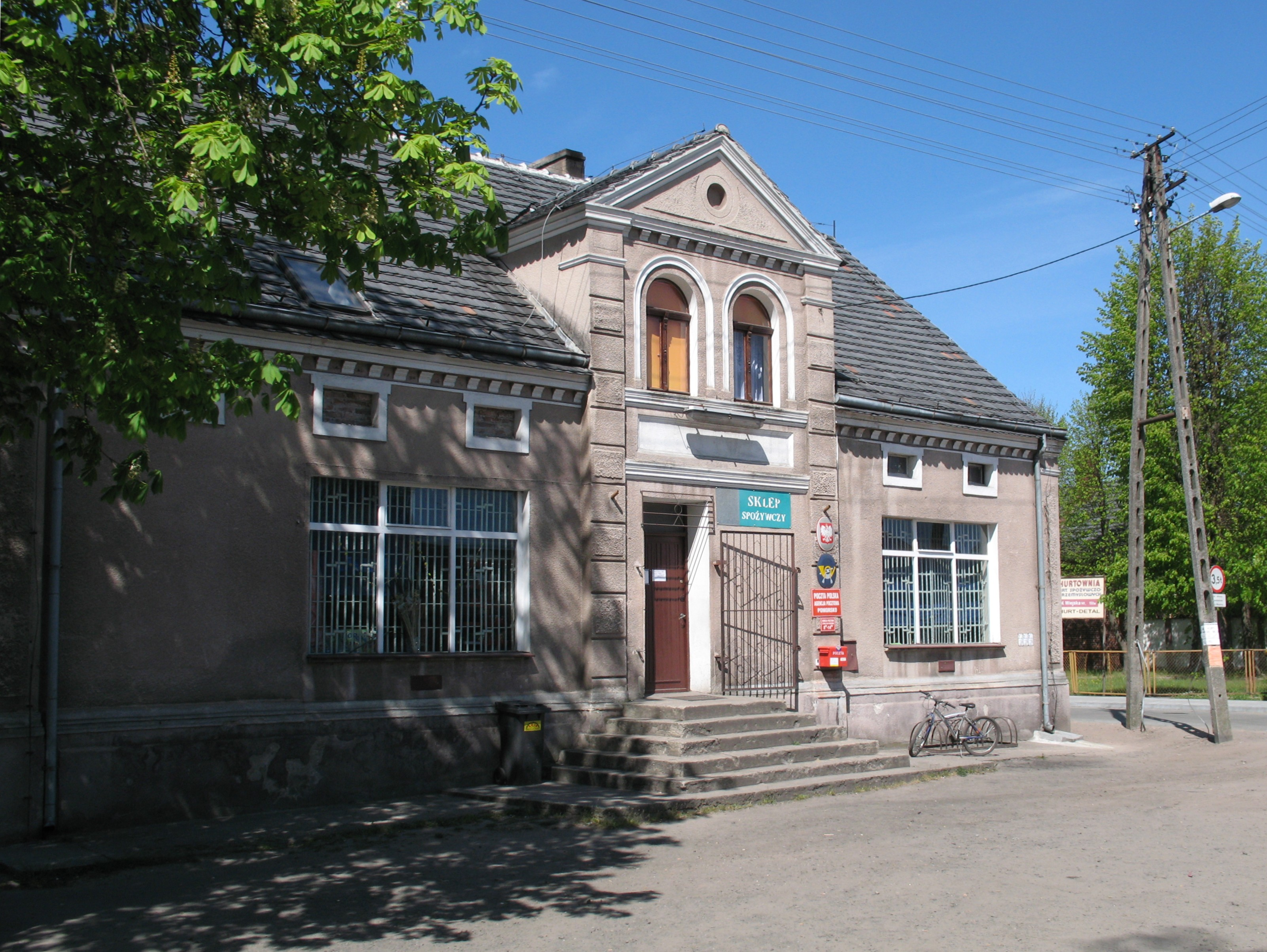
Postamt (2010)
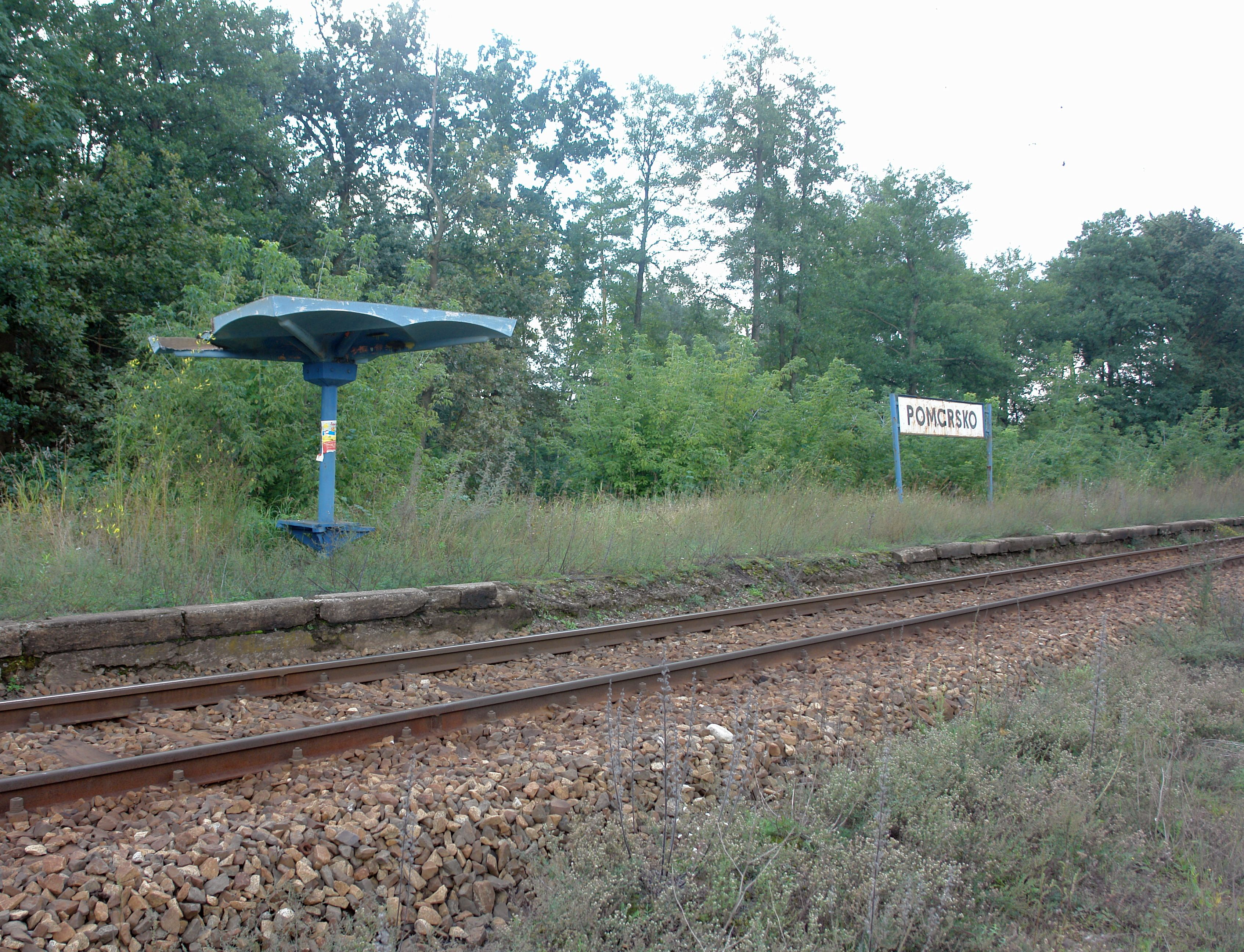
Eisenbahn-Haltestelle (2010)

Im Güter-Adressbuch von 1914 wurde die Größe des Ritterguts Pommerzig einschließlich der Vorwerke Valeskahof, Briese und Mittelvorwerk mit 1575 Hektar angegeben, wovon 449 Hektar Ackerland, 118 Hektar Wiesen, 177 Hektar Weiden, 770 Hektar Holzungen, 44 Hektar Unland, Hofraum und Wege sowie 17 Hektar Gewässer waren. Majoratsbesitzer zu diesem Zeitpunkt war Bernhard Graf von Schmettow. Nachdem sich das Gut 200 Jahre lang im Besitz der Familien Schmettau bzw. Schmettow befunden hatte, ging es nach dem Ersten Weltkrieg während der Wirtschaftskrise in den 20er Jahren in Konkurs und wurde samt Schloss zur Versteigerung ausgeschrieben. Um 1936 stand das Schloss, das sich im Besitz der Fa. Grundstücks- und Vermögensverwaltung AG, Berlin, befand, eine Zeitlang leer. Auf Betreiben des Landrats Krüger kam das Schloss mitsamt sieben Hektar Gartenland und sonstigem Gelände im Herbst 1936 für 10.000 RM an den Landkreis Crossen und wurde anschließend in ein gemeinnütziges Jugendheim umgewandelt.
Der Ort hieß bis 1945 Pommerzig und lag im Landkreis Crossen, Provinz Brandenburg. Zu Pommerzig gehörten die Ortsteile Krebsmühle, Mittelvorwerk (Łuszczyn), Pommerzig Schloss und Valeskahof (Dobrzęcin).
Im Zweiten Weltkrieg eroberte Anfang Februar 1945 die Rote Armee die Region mit Pommerzig und unterstellte sie noch vor Kriegsende der Verwaltung der kommunistischen Volksrepublik Polen. Es folgte ab Juli 1945 die „wilde“ Vertreibung der grenznahen Bevölkerung aus der Neumark, verbunden mit einer langsamen Besiedlung durch Polen.

### Demographie
| Jahr | Einwohnerzahl | Anmerkungen |
| ---- | ------------- | --- |
| 1801 | 0920          | Dorf und Gut mit 159 Haushaltungen (Feuerstellen) |
| 1805 | 0920          | in 150 Wohnhäusern |
| 1818 | 0848          | [ 12 ] |
| 1840 | 1032          | in 152 Wohngebäuden |
| 1860 | 1144          | darunter acht Juden, in 163 Wohngebäuden |
| 1864 | 1246          | in 166 Wohngebäuden |
| 1867 | 1235          | am 3. Dezember, davon 1077 in der Landgemeinde und 158 im Gutsbezirk                                                                                 |
| 1871 | 1209          | am 1. Dezember, davon 1090 in der Landgemeinde (1076 Evangelische, 4 Katholiken und 10 Juden) und 119 im Gutsbezirk (115 Evangelische, 4 Katholiken) |
| 1910 | 1056          | am 1. Dezember, davon 952 in der Landgemeinde und 104 auf dem Rittergut                                                                              |
| 1933 | 1151          | [ 18 ] |
| 1939 | 1256          | [ 18 ] |

### Kirchspiel
Die Ortschaft hatte bis 1945 eine evangelische Dorfkirche. Eine erste Kirche, die der Stifter des Majorats hatte erbauen lassen, war um die Mitte des 19. Jahrhunderts baufällig geworden. 1858 wurde ein Backsteinbau mit Westturm und apsisartigem Ostausbau fertiggestellt. Die neue Kirche stand unter dem Patronat der Familie Schmettow. Der Glockenturm beherbergt zwei Glocken aus Gusseisen mit einem Durchmesser von 72 bzw. 88 Zentimetern, die 1868 in Bochum gegossen worden waren.

## Verkehr
Pomorsko ist über die Landstraßen 276 und 278 in Richtung Westen mit Krosno Odrzańskie (Crossen) verbunden, nach Osten über die Landstraße 278 mit Sulechów (Züllichau).
In Richtung Süden ist es über die Landstraße 281 mit Zielona Góra (Grünbrg in Schlesien) verbunden, die jedoch von einer Fährverbindung unterbrochen wird. Die Fähre verkehrt täglich ca. von Sonnenauf- bis Sonnenuntergang. Die Überquerung ist kostenlos. Bei schlechtem Wetter wie Sturm, Hagel oder auch Hochwasser steht der Fährbetrieb still.
Wann an dieser Stelle eine Brücke über die Oder gebaut wird, ist noch unklar. Als Alternativroute nach Grünberg ist es möglich, über die Landstraße 278 nach Sulechów und von dort aus über die Bundesstraße 32 sowie die Schnellstraße 3 zu fahren.

## Persönlichkeiten
- Gottfried Wilhelm Freiherr von Schmettau (1682–1728), königlich dänischer Oberst-Lieutenant, stiftete das Majorat Pommerzig[3]
- Gottfried Heinrich von Schmettau (1710–1752), preußischer Staatsminister und Oberjägermeister, war Fideikommiss-Besitzer auf Pommerzig
- Bernhard Alexander Gottfried Reichsgraf von Schmettau (1748–1816), preußischer Offizier bei der Kavallerie, zuletzt Generalmajor, wurde hier geboren
- Bernhard Philipp Gottfried Graf von Schmettow (1787–1872), preußischer Politiker, seit 1826 Majoratsherr auf Pommerzig und seit 1866 Mitglied des Preußischen Herrenhauses auf Lebenszeit
- Egon von Schmettow (1856–1942), preußischer Offizier, zuletzt General der Kavallerie im Ersten Weltkrieg, wurde hier geboren